# Diplotomodon
Diplotomodon (лат.) — сомнительный род динозавров-теропод, окаменелые остатки которого были обнаружены в меловых отложениях Нью-Джерси. Возможно, это был представитель надсемейства Tyrannosauroidea.

## История изучения
Diplotomodon известен только по одному зубу, голотипу ANSP 9680, найденному недалеко от Маллика-Хилл (Mullica Hill) в формации Navesink или формации Hornerstown, морских отложениях, относящихся к маастрихтскому ярусу позднего мелового периода.
Джозеф Лейди первоначально описал зуб под названием Tomodon в 1865 году, считая его плотоядной морской рептилией, вероятно, плезиозавром. Родовое название происходит от греческих слов τομός («режущий», «острый»), и ὀδών («зуб»). Однако это название уже использовалось для рода змей Tomodon, описанного Duméril в 1853 году, и в 1868 году Лейди изменил его на Diplotomodon, добавив греческое διπλόος («двойной»).Типовой вид, Diplotomodon [=Tomodon] horrificus (Лейди, 1865; переименован Лейди, 1868) является единственным описанным видом в этом роде. Видовое название horrificus в переводе с латинского означает «ужасный».

## Описание
Зуб поврежден, сохранено 7,5 сантиметров от общей длины; очень широкий, плоский, симметричный и не загнутый.

## Систематика
В 1870 году Эдвард Дринкер Коп пришёл к выводу, что это была не рыба, а плотоядный динозавр. Molnar в 1990 году предположил, что род является синонимом тираннозавроида дриптозавра. Хотя с тех пор Diplotomodon в основном рассматривался как динозавр, Miller в работе 1955 года считал его представителем Mosasauridae. Дэвид Вейзхемпел в 2006 году считал его неопределённым представителем клады Tetanurae. Сегодня род обычно считается nomen dubium. 